# Plzeň-Jižní Předměstí
Plzeň-Jižní Předměstí – stacja kolejowa w Pilźnie, w kraju pilzneńskim, w Czechach. Znajduje się na magistrali kolejowej Praga - Pilzno - Cheb. Położona jest na wysokości 330 m n.p.m.
Na stacji istnieje możliwość zakupu biletów i rezerwacji miejsc. 

## Linie kolejowe
- 170 Praha - Beroun - Plzeň - Cheb
- 180 Plzeň - Domažlice - Furth im Wald